# العوینه
العوینه (به عربی: العوینة) یک روستا در سوریه است که در ناحیه مرکزی سقیلبیه واقع شده‌است. العوینه ۱٬۸۳۲ نفر جمعیت دارد.